# Микаелян, Михаил Иванович
Михаил Иванович (Микаел Ованнесович) Микаеля́н (1879—1941, или 1943) — армянский скульптор реалистического направления. Родился селе Агарак, Зангезурском уезде Эриванской губернии. Учился в Петербурге в Училище Штиглица и в Италии. С начала 1900-х годов жил в Тифлисе. Микаелян создавал преимущественно небольшие фигурки жанрово-бытового характера. К лучшим относятся: «Звонарь Сакан», «Женщина, вдевающая нитку». Из более крупных работ интересна «Девушка с разбитым кувшином». Произведения Микаеляна находятся в Государственной картинной галерее Армении в Ереване.